# Anomalia eccentrica
L'anomalia eccentrica è il valore angolare ausiliario usato per correlare l'anomalia vera, cioè quella osservata, con quella media, cioè quella calcolata.
L'anomalia è data dall'angolo E tra la linea degli apsidi e la linea tra il centro geometrico dell'ellisse e la proiezione del pianeta sul cerchio ausiliario di raggio pari al semiasse maggiore dell'ellisse.

Nella meccanica celeste questo tipo di anomalia è un parametro angolare che serve per definire la posizione di un corpo in movimento lungo un'orbita ellittica Kepleriana. 

L'anomalia eccentrica di un punto p è l'angolo z-c-x

## Rappresentazione grafica
Per un punto p = (x,y) su una ellisse con equazione:
{\displaystyle {\frac {x^{2}}{a^{2}}}+{\frac {y^{2}}{b^{2}}}=1}
L'anomalia eccentrica è l'angolo E tale che:
{\displaystyle \cos E={\frac {x}{a}}\quad \quad \sin E={\frac {y}{b}}}

## Correlazioni matematiche
L'anomalia eccentrica è uno dei tre parametri angolari (anomalie) che definiscono una posizione lungo un'orbita; le altre due sono: anomalia vera e anomalia media.
L'anomalia eccentrica può anche essere ricavata dall'anomalia vera tramite le formule:
{\displaystyle \cos E={\frac {x}{a}}={\frac {e+\cos \theta }{1+e\cos \theta }}}
{\displaystyle \sin E={\frac {y}{b}}={\frac {{\sqrt {1-e^{2}}}\,\sin \theta }{1+e\cos \theta }}}
dove e è l'eccentricità, e da questo:
{\displaystyle E=\mathop {\mathrm {arg} } (e+\cos \theta ,\;{\sqrt {1-e^{2}}}\,\sin \theta )}
dove arg(X,Y) è la coordinata angolare del punto (X,Y) nelle coordinate polari.
La seguente relazione tiene conto anche di:
{\displaystyle \tan E={\frac {\sin \theta {\sqrt {1-e^{2}}}}{e+\cos \theta }}}
e da qui:
{\displaystyle E=\tan ^{-1}\left({\frac {\sin \theta {\sqrt {1-e^{2}}}}{e+\cos \theta }}\right)}
L'anomalia eccentrica E può essere anche connessa all'anomalia media M attraverso la formula:
{\displaystyle M=E-e\cdot \sin E}
Quindi la conoscenza dell'anomalia eccentrica è basilare per individuare la posizione di un corpo lungo l'orbita ellittica che percorre perché da questa si può arrivare alla determinazione dell'anomalia vera che è quella che ci indica, attraverso il valore del proprio angolo, l'intersezione con l'orbita stessa e quindi la posizione.